# 凉雾站
凉雾站，是宁蓉铁路和万凉铁路上的一个铁路车站，位于湖北省恩施土家族苗族自治州利川市凉雾乡境内。车站于2010年随当时的宜万铁路开通而投用，当时车站归达州车务段管辖。2013年渝利铁路开通运营后，凉雾站划归涪陵车务段。车站是成都局集团局界车站，与武汉局集团利川站交界，有重庆的“东大门”之称。车站另驻有涪陵工务段凉雾线路工区。车站仅办理货运业务。